# Беловолжка Татарская
Белово́лжка Тата́рская (тат. Татар Аксуы) — деревня в Буинском районе Республики Татарстан. Входит в состав Верхнелащинского сельского поселения.

## География
Деревня находится на автомобильной дороге Буинск — Яльчики, в 15 км к северо-западу от города Буинска.
Беловолжка Татарская находится в часовой зоне МСК (московское время). Смещение применяемого времени относительно UTC составляет +3:00.

## История
Основана в XIX веке.
До 1860-х годов жители относились к сословию удельных крестьян. Основные занятия жителей в этот период — земледелие (в начале XX века земельный надел сельской общины составлял 339,5 десятин) и скотоводство, были распространены плотничный и лапотный промыслы, извоз.
В начале XX века в деревне действовали 5 торгово-промышленных заведений.
До 1920 года деревня входила в Ругнинскую волость Буинского уезда Симбирской губернии. С 1920 года находилась в составе Буинского кантона Татарской АССР, с 10 августа 1930 года в Буинском районе.
В 1932 году в деревне был организован колхоз, с 1999 года коллективное хозяйство «Новый путь», с 2004 года ООО «Авангард».

## Население
| 1910 | 1920 | 1926 | 1949 | 1958 | 1989 | 2002 | 2010 | 2015 |
| ---- | ---- | ---- | ---- | ---- | ---- | ---- | ---- | ---- |
| 199  | 318  | 270  | 303  | 223  | 119  | 116  | 102  | 92   |

Национальный состав
Согласно результатам переписи 2002 года, в национальной структуре населения села татары составляли 98% из 116 человек.

## Экономика
Жители занимаются полеводством, мясным скотоводством.

## Инфраструктура
В деревне действуют клуб (1972 г.), фельдшерско-акушерский пункт.

## Религия
Мечеть (1995 г.).